# Indian Ocean Research Group
L'Indian Ocean Research Group Inc. (IORG) è una rete accademica regionale dei Paesi che si affacciano sull'Oceano Indiano.
L'obiettivo principale dello IORG è quello di promuovere un dialogo orientato alle politiche tese alla realizzazione di un futuro condiviso, pacifico, stabile e prospero per la regione dell'Oceano Indiano, mediante un autentico spirito di partenariato fra governi, industrie, ONG e comunità.
I membri provengono da tutto il mondo e la sede è presso l'Università di Adelaide e la Curtin University, in Australia. Il 22 giugno 2007, lo IORG e il suo statuto furono riconosciuti ufficialmente dal governo dell'Australia Occidentale.

## Panoramica
La quota più alta del traffico merci marittimo mondiale in termini di tonnellaggio mivimento attraversa l'Oceano Indiano. Più dl 75% di questo traffico marittimo è destinato al commercio extra-regionale.

L'Oceano Indiano occupa posizione geografica favorevole agli scambi commerciali, che fornisce una via di collegamento naturale relativamente breve ed economica tra l'Oceano Pacifico e l'Oceano Atlantico. inoltre, l'Oceano Indiano contiene risorse naturali, di entità ancora non nota con precisione. I
Lo sfruttamento delle acque e delle sue risorse nel contesto della delimitazione di zone economiche esclusive richiede un attento monitoraggio e una coordinamento interstatuale.

Per tali motivi, i Paesi che si affacciano sull'oceano Indiano decisero di condividere alcune iniziative di ccooperazione strategica in un orizzonte temporale di lungo termine. Un primo precedente storico dello IORG fu rappresentato dal gruppo di cooperazione per gli affari marini dell'Oceano Indiano (IOMAC) nell'ottica di una gestione comune della pesca del tonno.
Il mare è strategico per gli scambi commerciali, la possibilità stessa di esportare e accedere ai mercati esteri per tutti i settori delle economie nazionali dei Paesi che su di esso si affacciano.

La persistenza di rotte oceaniche deregolamentate e dei relativi punti di strozzamento risulta particolarmente critica per il trasporto delle materie prime, in particolare del petrolio, verso il Nordest asiatico, l'Europa occidentale e il Nord America. Una simile organizzazione è inefficiente e inefficace per alcuni aspetti, oltre a non essere ottimizzata dal punto di vista logistico.
Una politica trasparente, pubblica e coordinata è rietenuta strategica per il mantenimento della pace e della stabilità politico-economica della regione dell'Oceano Indiano.

Lo IORG si prefigge di raccogliere e analizzare in modo trasparente tutti gli orientamenti politici esistenti nella propria area territoriale di competenza e nei territori confinanti.
Col passare degli anni, sono emerse ulteriori esigenze collettive come la preservazione della sua biodiversità, dell'integrità degli habitat naturali e degli ecosistemi marini, il cambiamento climatico con le esigenze della controparte umana, quali:
- l'urbanistica, la sicurezza ambientale e energetica (es. centrali nucleari), l'uso pacifico e lo sviluppo sostenibile delle risorse oceaniche; la risoluzione pacifica delle controversie marittime (es. la rivalità sino-cinese sull'Oceano Indiano);
- la continuità di approvvigionamento delle materie prime e dei prodotti finiti trasportati via mare necessari per garantire la continuità operativa e la profittabilità di un partner industriale;
- i diritti delle singole comunità di garantire all'accesso economico e sicuro a fonti sane e sostenibili per i bisogni fondamentali di nutrizione, idratazione, igiene, riscaldamento e vita domestica.

Una delle priorità politiche è appunto quella di promuovere la cooperazione fra Stati al fine di massimizzare le sinergie, per ridurre al minimo l'incertezza e l'instabilità dell'ambiente e di un suo utilizzo disordinato.
Nell'ottobre 2015, a questi temi si aggiunsero le questioni avanzate dal governo conservatore australiano: il controllo dei flussi migratori illegali e della criminalità organizzata, il traffico marittimo di droga, i salvataggi in mare, la difesa militare dei confini nazionali, la Blue Economy.

## Collaborazioni
Lo IORG collabora strettamente con l'Indian Ocean Rim Association Academic Group (IORAG), un'associazione internazionale di 20 membri fra funzionari di governo e osservatori accreditati, accademici e ricercatori. Lo IORG e lo IORAG organizzano l'Indian Ocean Dialogue, un evento annuale di dialogo aperto anche alla partecipazione di soggetti esterni ai due gruppi.

Inoltre, ha rapporti con l'Indian Ocean Rim Association (IORA), che collabora con India, Russia, Cina, Regno Unito e Francia e con l'Indian Ocean Rim Association for Regional Cooperation (IOR-ARC).

## Eventi
Nell'agosto del 2015 si è svolta a Giacarta la conferenza mondiale dello IORAG sul futuro dell'Oceano Indiano, evento dal titolo Developing a Research Programme for IORAG. Anche l'incontro IORAG del 2016 ebbe luogo a Giacarta.

Gli atti di tale Conferenza Australia-Asia-Pacifico sono stati pubblicati nel numero del giugno 2015 del Journal of the Indian Ocean Region. Negli anni precedenti, ebbero luogo gli incontri riportati di seguito:
- 5-7 settembre 2015, Perth: seconda edizione di due giorni dell'Indian Ocean Dialogue dello IORA, organizzato col patrocinio del Dipartimento per gli affari esteri e il acommercio nazionale, nonché del Dipartimento australiano per l'immigrazione e la protezione delle frontiere.
 I temi chiave di questo evento sono stati: la lotta alla criminalità transnazionale, la sicurezza marittima e cooperazione nella difesa, la cooperazione regionale nelle operazioni di ricerca e salvataggio, la Blue Economy come motore della crescita economica.[5][6];
- ottobre 2014, Perth, in Australia: incontro annuale dello IORA[7]
- ottobre 2013, nel Kerala: Indian Ocean Dialogue, promosso dal governo indiano[2];
- 5–6 maggio 2011, a Nuova Delhi: Conferenza internazionale sul regionalismo dell'Oceano Indiano: rinvigorire IOR-ARC. Ospitato congiuntamente dal Consiglio indiano per gli affari mondiali (ICWA) e IORG;
- 18-20 febbraio 2007: Quarta conferenza annuale dello IORG sulla biodiversità marina e la pesca nella regione dell'Oceano Indiano: opportunità e minacce in Oman;
- 12-14 luglio 2005, Kuala Lumpur in Malesia: Terza conferenza annuale dello IORG in collaborazione con il Maritime Institute of Malaysia (MIMA);
- 18–22 novembre 2002: Conferenza internazionale sulla sicurezza energetica nell'Oceano Indiano;
- 18–22 novembre 2002: l'Oceano Indiano in un mondo in via di globalizzazione: prospettive critiche sul 21º secolo.